# Ana Razdorov-Lyø
Ana Razdorov-Lyø (født 15. juni 1973 i Jugoslavien) er en serbisk født hollandsk tidligere håndboldspiller, som er cheftræner for Fredericia HK. Hun har spillet for både det serbiske og hollandske landshold. Hun har spillet 70 landskampe for Holland. Razdorov har også en håndboldfortid i Odense hf, GOG, Kolding IF, SK Århus og Slagelse FH. Hun blev 2010 dametræner i SUS-Ullerslev
Ana Razdorov-Lyø er gift med den danske tidligere volleyballspiller Peter Lyø. Sammen har de tre børn.